# بيريل كونينغهام
بيريل كونينغهام (بالإنجليزية: Beryl Cunningham) هي مقدمة تلفزيونية ومغنية وعارضة وممثلة جامايكية، ولدت في 8 أغسطس 1946 بمونتيغو باي في جامايكا.

## وصلات خارجية
- بيريل كونينغهام على موقع IMDb (الإنجليزية)
- بيريل كونينغهام على موقع أول موفي (الإنجليزية)
- بيريل كونينغهام على موقع قاعدة بيانات الأفلام السويدية (السويدية)
- بيريل كونينغهام على موقع ديسكوغز (الإنجليزية)
- بيريل كونينغهام على موقع قاعدة بيانات الفيلم (الإنجليزية)
- بيريل كونينغهام على موقع كينوبويسك (الروسية)